# Lacus Perseverantiae

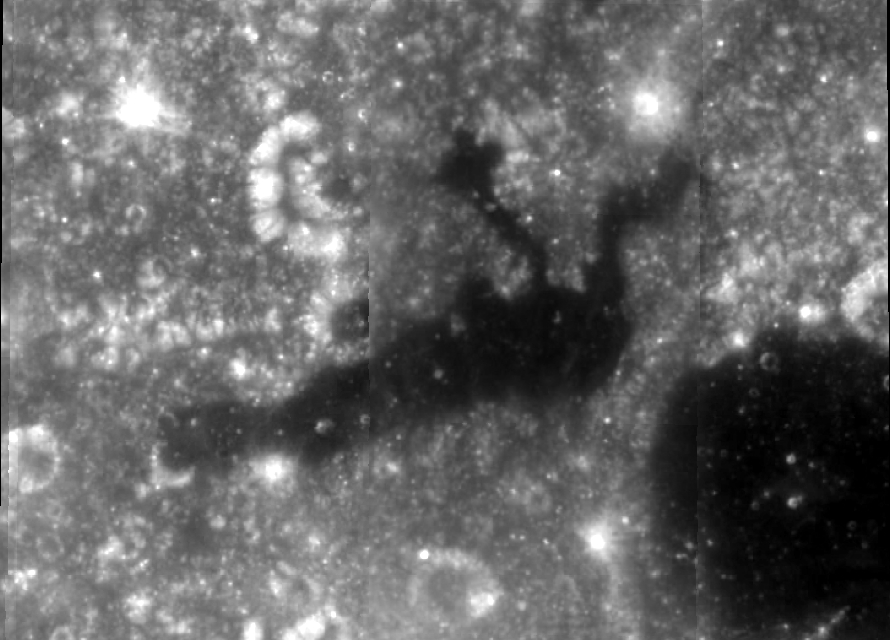
Lacus Perseverantiae (uprostřed). Tmavá plocha v pravém dolním rohu je část zatopeného kráteru Firmicus s tmavým dnem.

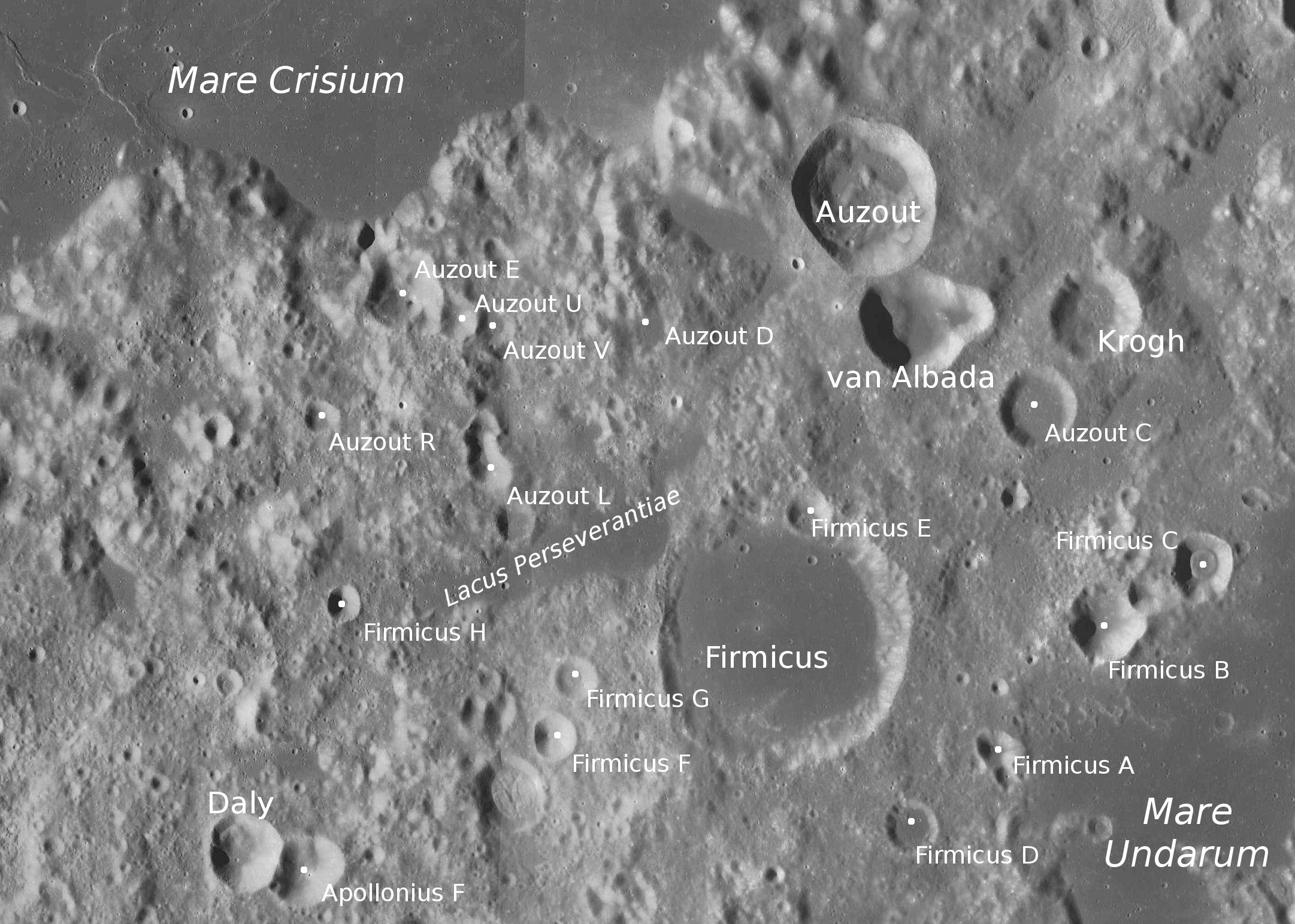
Poloha Lacus Perseverantiae.

Lacus Perseverantiae (česky Jezero vytrvalosti) je malé měsíční moře s nepravidelným okrajem severozápadně od zatopeného kráteru s tmavým dnem Firmicus na přivrácené straně Měsíce, které měří na délku cca 70 km  a na šířku cca 15 km. Střední selenografické souřadnice jsou 7,8° S a 61,9° V. Jezero leží v členité oblasti mezi Mare Crisium (Moře nepokojů) a Mare Undarum (Moře vln). Severovýchodně se nachází dvojice kráterů Auzout a van Albada (dříve Auzout A).